# KRO-matches
De KRO-matches waren de schaakwedstrijden, die Jan Timman van 1982 t/m 1991 als sterkste Nederlandse schaker van die periode in december in de KRO-studio speelde tegen een sterke buitenlandse grootmeester. Het idee voor die matches kwam van Hans Böhm en KRO-programmamaker Jos Timmer, de programmamakers van het radioprogramma Man en Paard. Timman behaalde twee overwinningen en verloor vier matches. Vier matches eindigden onbeslist (3 - 3). 

## Historisch overzicht
| Jaar | Thuisspeler | Tegenstander        | Nationaliteit       | Uitslag | Partijen       |
| ---- | ----------- | ------------------- | ------------------- | ------- | -------------- |
| 1982 | Jan Timman  | Viktor Kortsjnoj    | Zwitserland         | 3½ - 3  |                |
| 1983 | Jan Timman  | Boris Spasski       | Sovjet-Unie         | 3½ - 3  |                |
| 1984 | Jan Timman  | Lajos Portisch      | Hongarije           | 3½ - 2½ |                |
| 1985 | Jan Timman  | Garri Kasparov      | Sovjet-Unie         | 2½ - 4  | KRO-match 1985 |
| 1986 | Jan Timman  | Artur Joesoepov     | Sovjet-Unie         | 3½ - 3  |                |
| 1987 | Jan Timman  | Ljubomir Ljubojević | Joegoslavië         | 4½ - 1½ |                |
| 1988 | Jan Timman  | Michail Tal         | Sovjet-Unie         | 2½ - 3½ |                |
| 1989 | Jan Timman  | Nigel Short         | Verenigd Koninkrijk | 3½ - 3  |                |
| 1990 | Jan Timman  | Yasser Seirawan     | Verenigde Staten    | 2½ - 4  |                |
| 1991 | Jan Timman  | Vasyl Ivantsjoek    | Oekraïne            | 2½ - 3½ |                |